# Șpîli, Ivankiv
Șpîli (în ucraineană Шпилі) este localitatea de reședință a comunei Șpîli din raionul Ivankiv, regiunea Kiev, Ucraina.

## Demografie
Componența lingvistică a localității Șpîli
     Ucraineană (97,25%)
     Rusă (2,55%)
     Alte limbi (0,1%)
Conform recensământului din 2001, majoritatea populației localității Șpîli era vorbitoare de ucraineană (97,25%), existând în minoritate și vorbitori de rusă (2,55%).

## Galerie

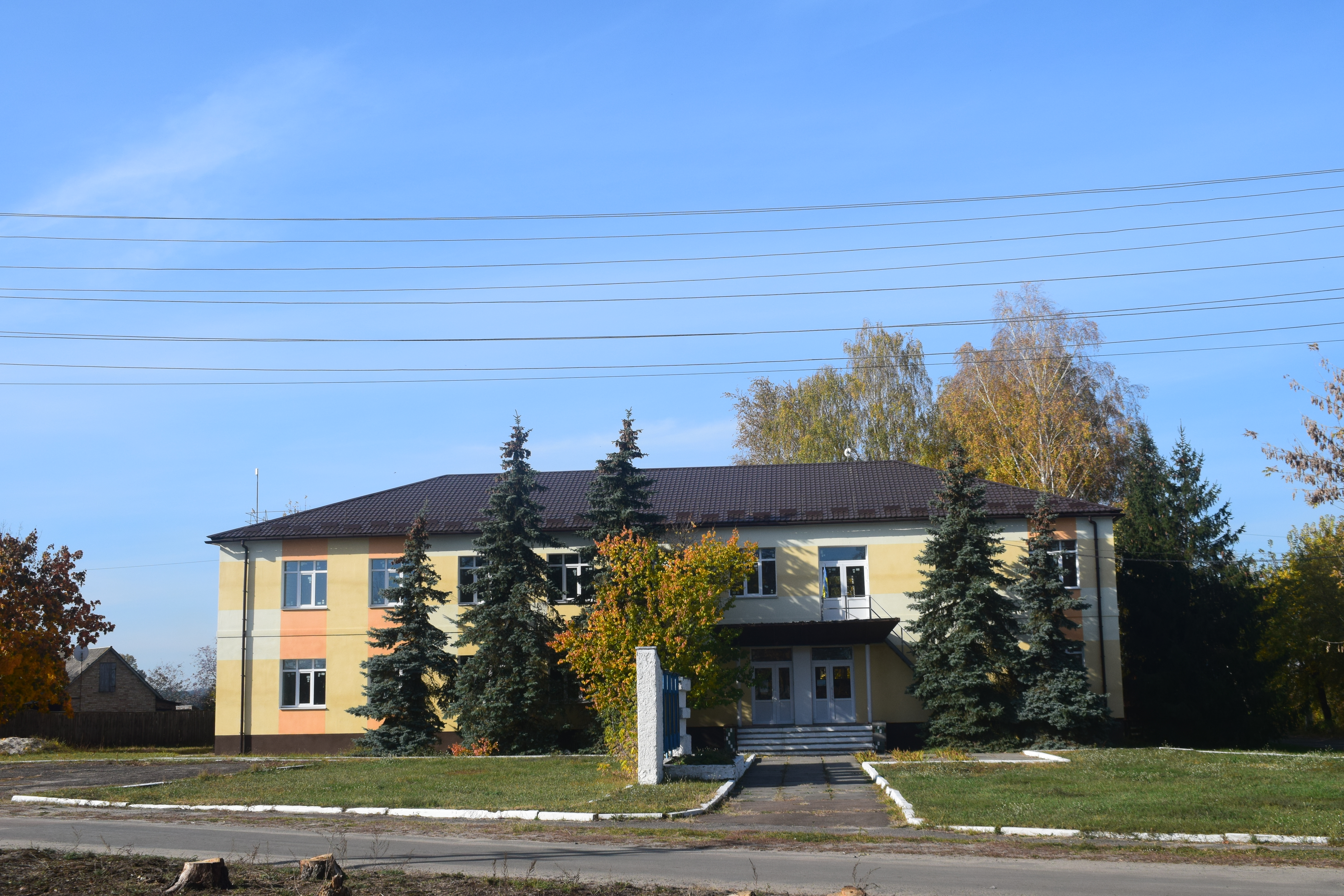
Consiliul satelor
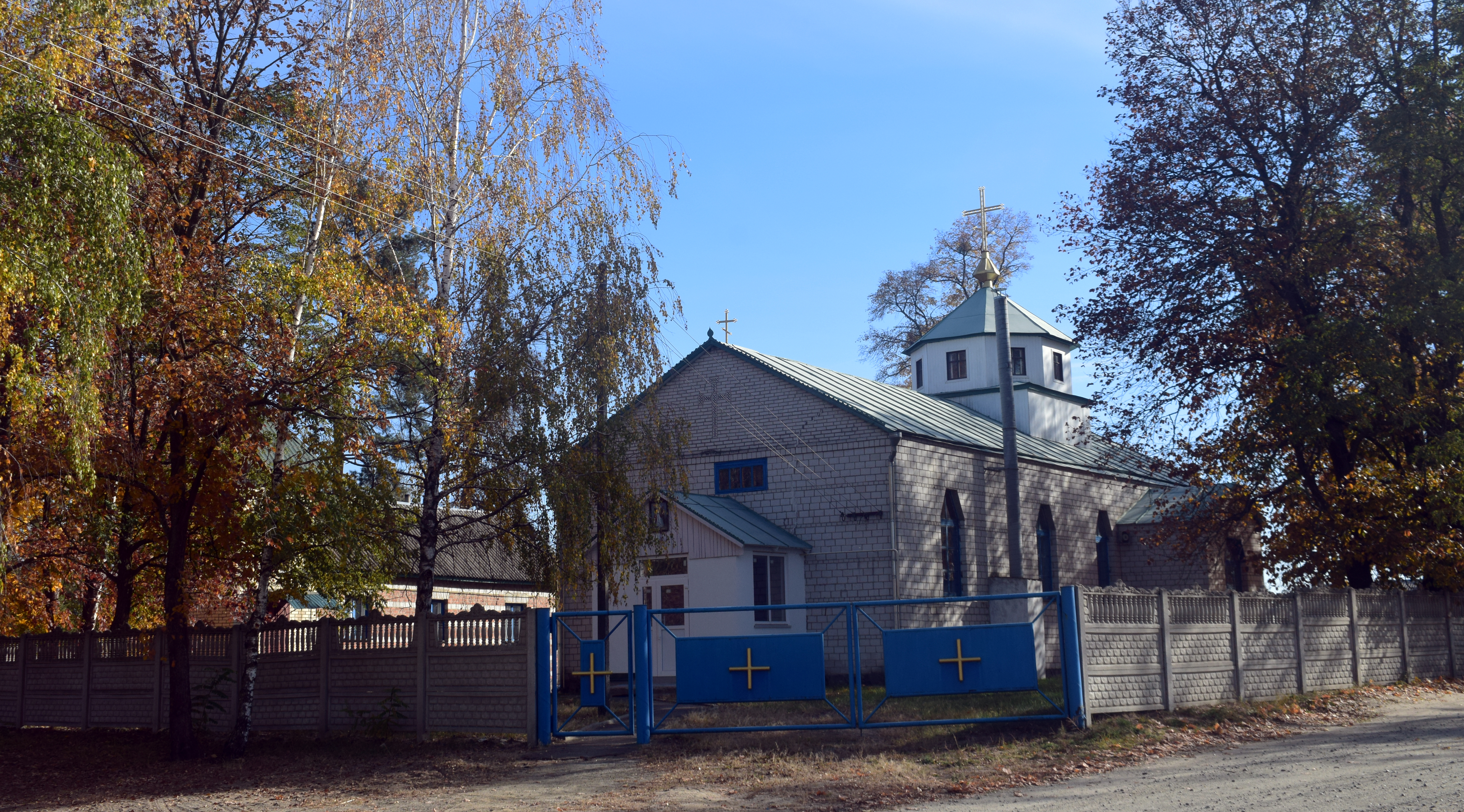
Biserica
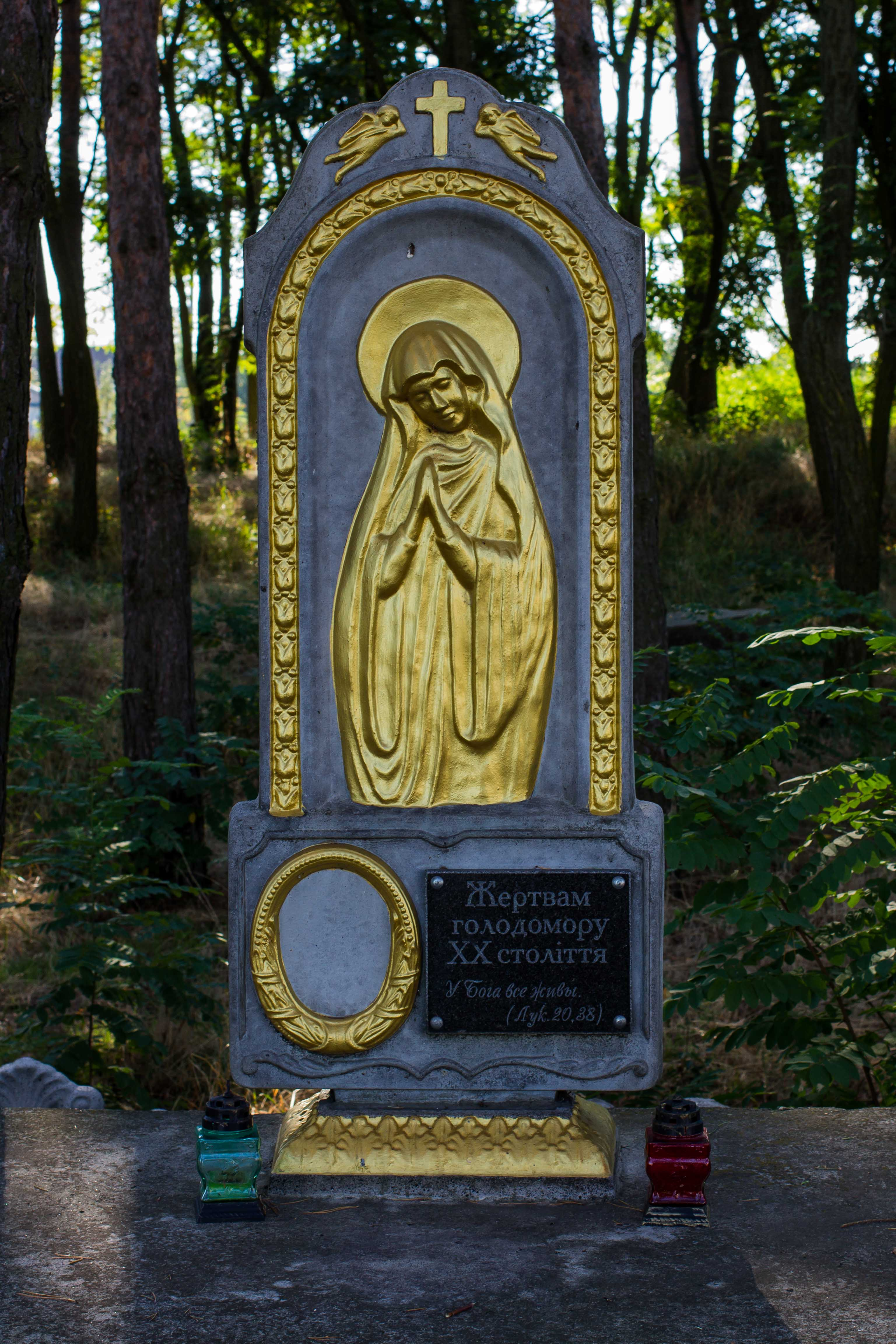
Monumentul victimelor foametei secolului al XX-lea
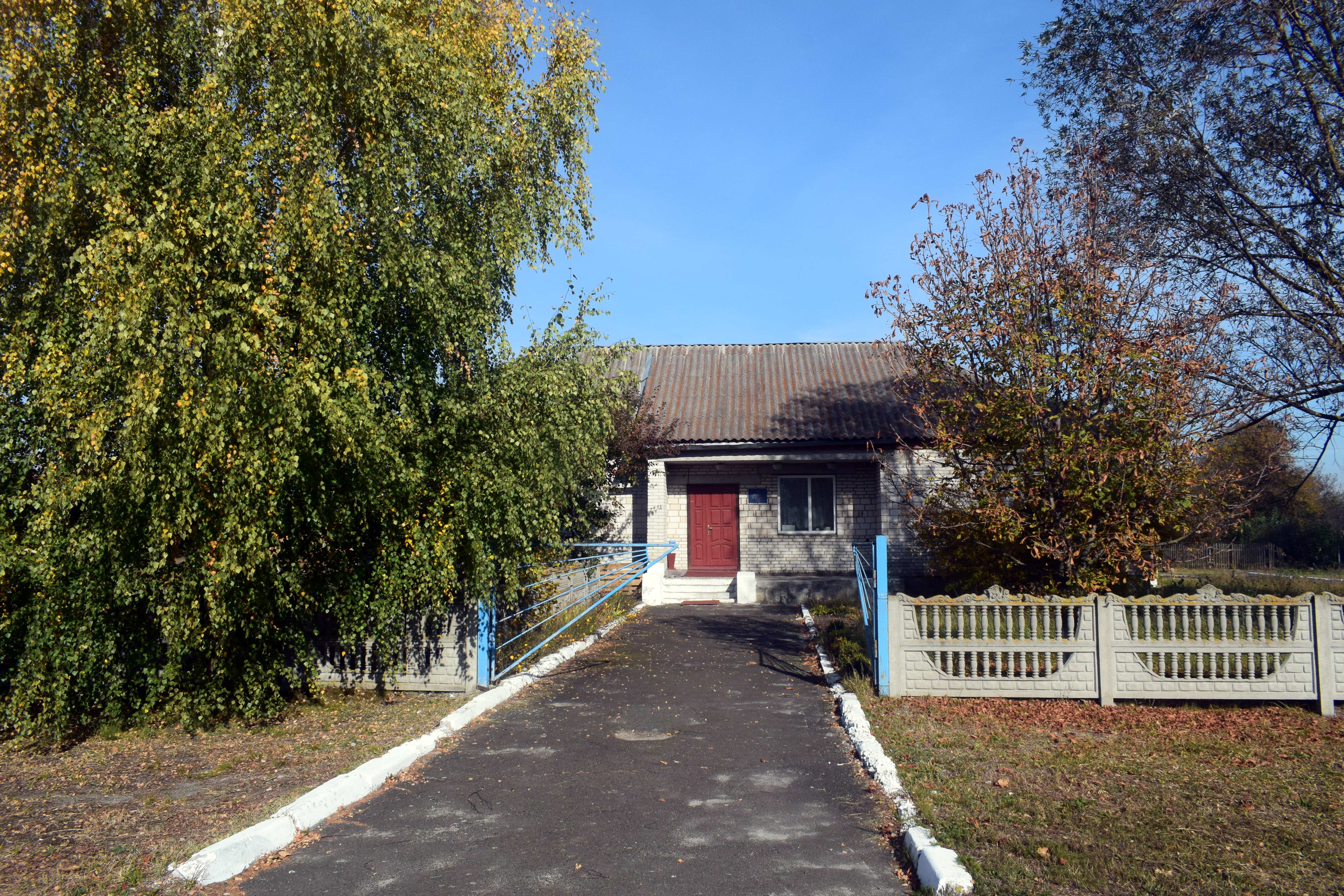
Stație medicală și clinică obstetrică
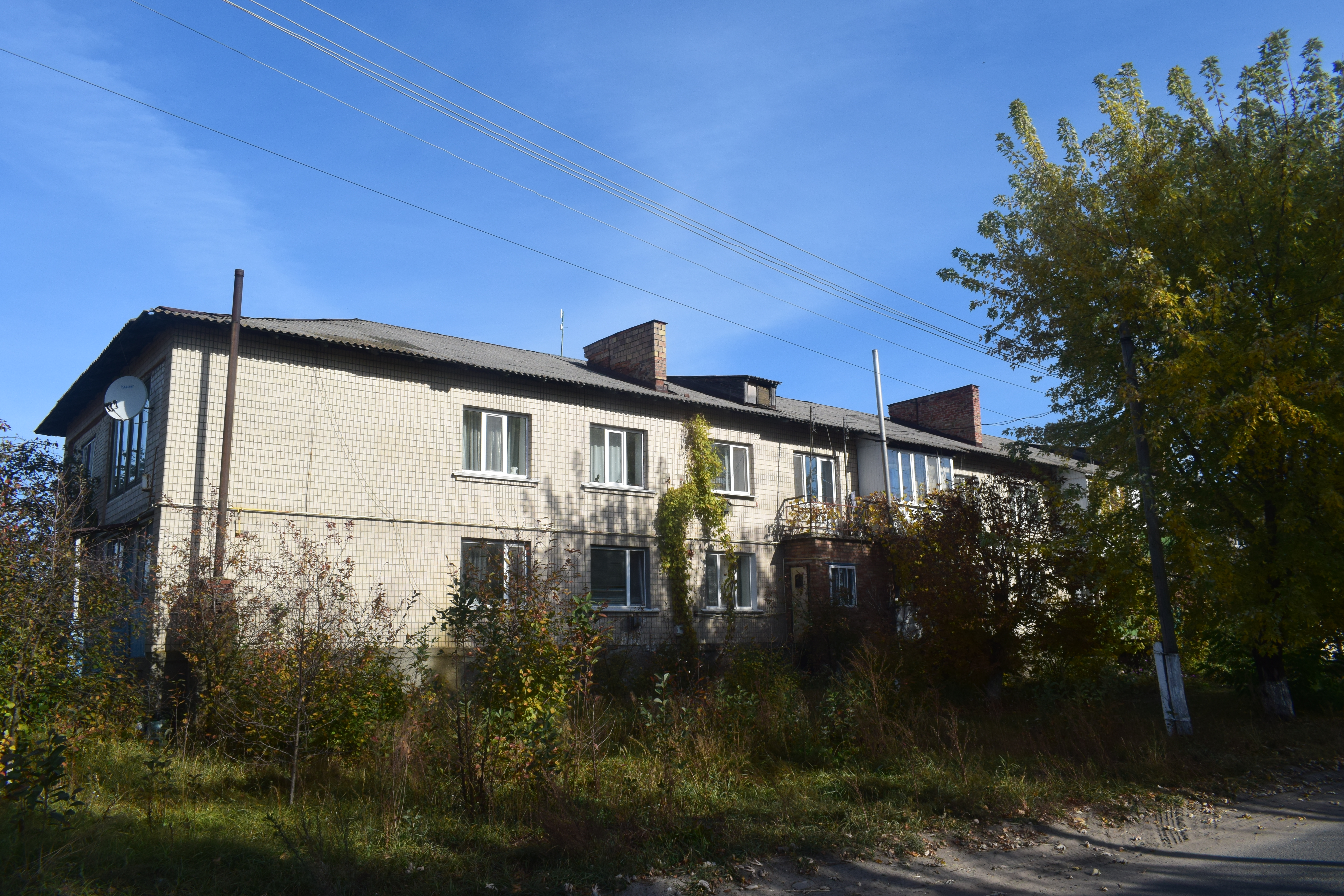
Clădire rezidențială
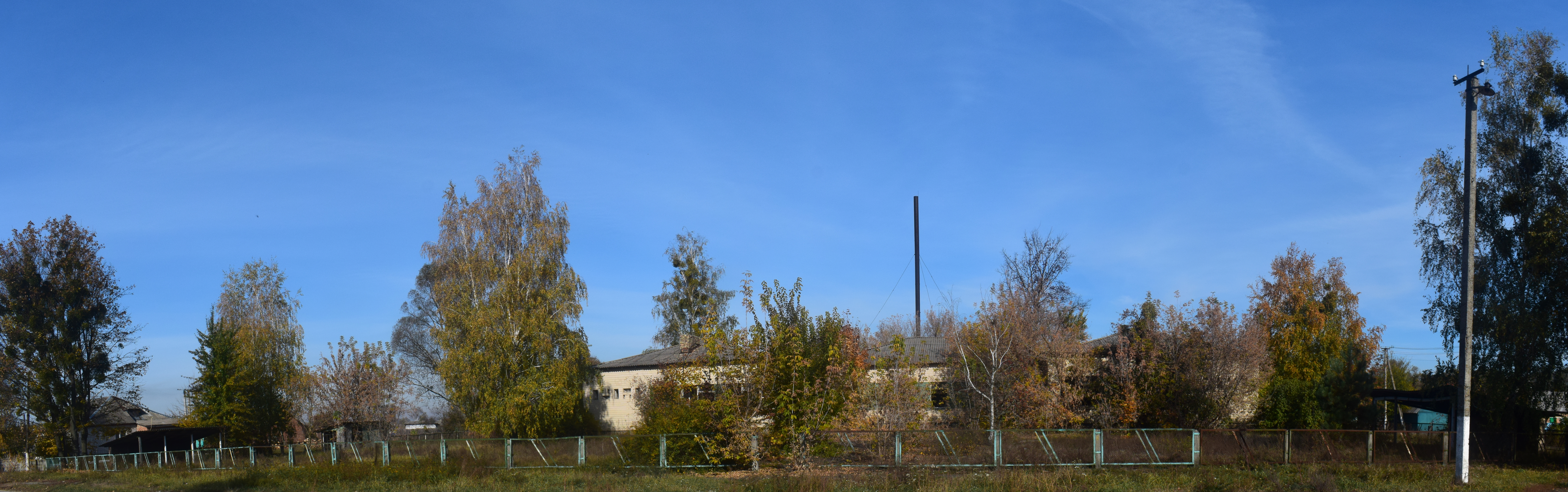
Gradinita abandonata
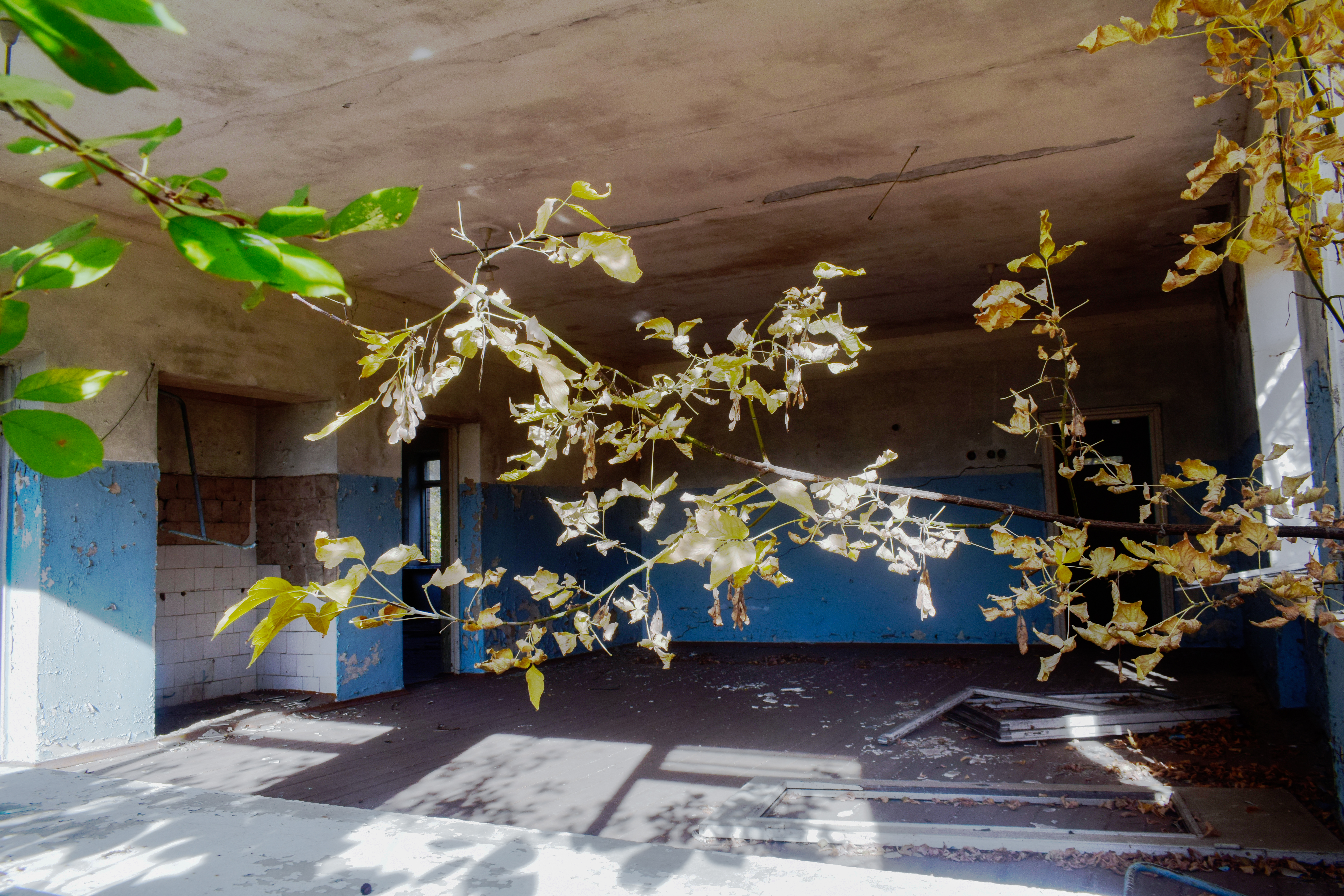
Gradinita abandonata
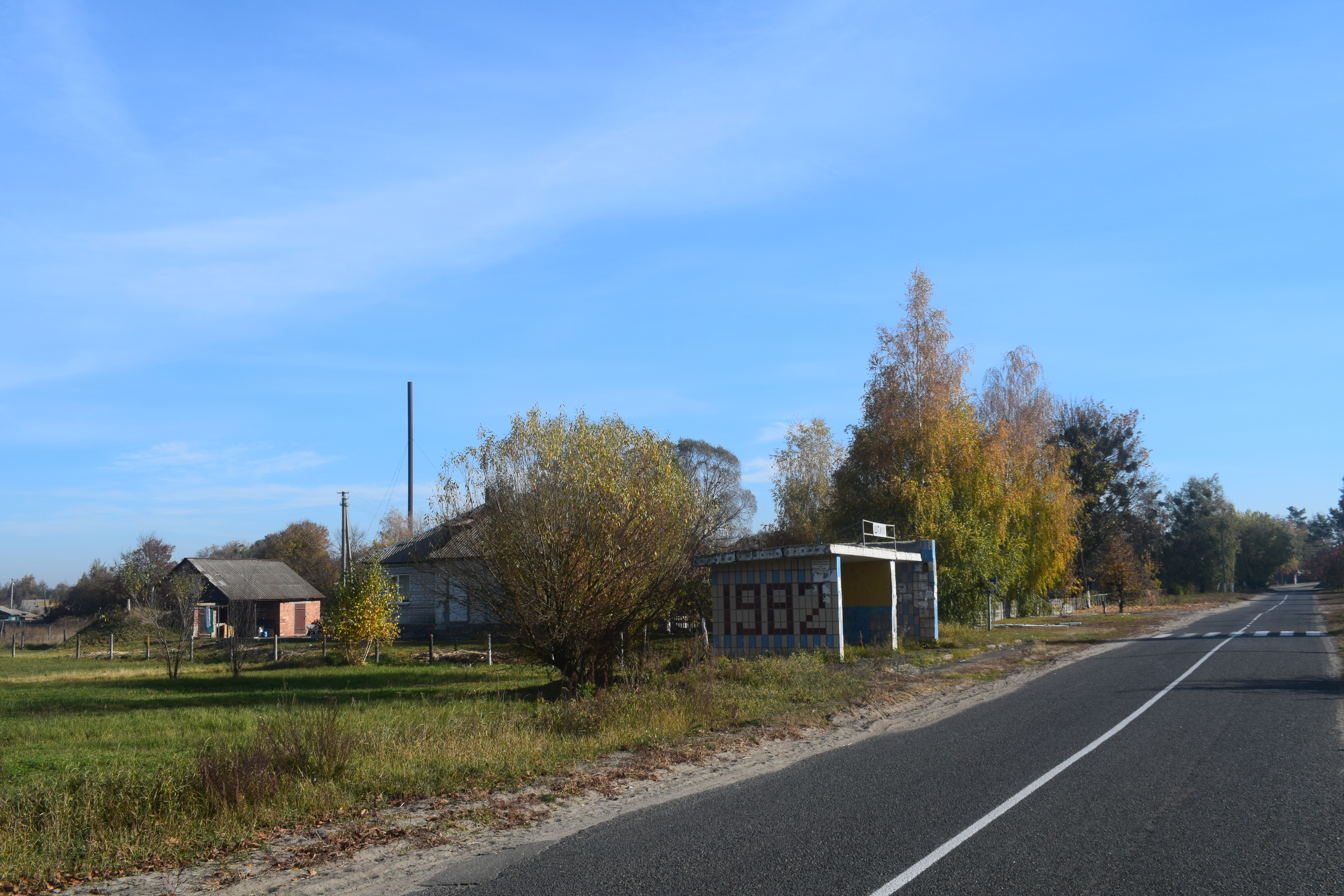
Stația de autobuz